# 克里斯·比格纳尔
克里斯·比格纳尔（英語：Kris Bignall，1979年1月31日—），澳大利亚男子硬地滚球运动员。他曾代表澳大利亚参加1996年夏季残疾人奥林匹克运动会硬地滚球比赛，获得双人C1级铜牌。